# Калитовський Ієронім Павлович
Ієронім Калитовський (псевдоніми: Трохим Дріт, Калатало, Малеслав; 1 січня 1866, с. Бутини, тепер Сокальського району, Львівська область — 22 грудня 1926, м. Стрий, тепер Львівська область) — український письменник-сатирик, громадський діяч.

## Біографія
Народився 1 січня 1866 року в с. Бутини (Королівство Галичини та Володимирії, Австрійська імперія, нині Сокальський район, Львівська область, Україна) в сім'ї пароха с. Бутини о. Павла Калитовського. Брат Омеляна Калитовського.
У 1895 р. закінчив юридичний факультет Львівського університету. Працював адвокатом у Борщеві, Заліщиках, Стрию. Редагував львівський гумористично-сатиричний журнал «Комар» (1900—1905). Писав сатиричні вірші, фейлетони, гуморески; антиклерикальний памфлет «Декани з гір» (1903), перекладав із словацької, інсценізував окремі твори Івана Франка, товаришував із Василем Стефаником.